# Euractiv
Euractiv е европейски информационен уебсайт, фокусиран върху политиката на ЕС, основан през 1999 г. от френския медиен издател Кристоф Льоклерк (Christophe Leclercq). Седалището и централната редакция се намират в Брюксел, има офиси също в Париж и Берлин. Съдържанието му се произвежда от около 50 журналисти работещи в Белгия, България, Чехия, Франция, Германия, Гърция, Италия, Полша, Румъния и Словакия.
Euractiv се занимава с широк кръг теми, разделени в осем основни направления: земеделие, икономика, енергетика и околна среда, глобална Европа, здравеопазване, политика, технологии и транспорт. Euractiv организира над 100 събития годишно, за да допълни информационното си отразяване. Тези събития, често под формата на дебати, събират ключови заинтересовани страни за дискусии по широк спектър от политически теми. Политическите репортажи на Euractiv се фокусират върху предзаконодателния етап от процеса на вземане на решения в ЕС и почти цялото съдържание на Euractiv на английски език се превежда на френски и немски език.
Euractiv разполага с разнообразни източници на финансиране, тъй като компанията търси частни и публични приходи за осъществяване на дейността си. През 2019 г. около една пета от приходите на Euractiv идват от публични източници, включително от ЕС. Други източници на приходи са рекламната дейност и корпоративното спонсорство.
През 2023 г. белгийската медийна група Mediahuis я придобива, което е първото им международно придобиване. Новият ръководен екип включва опитни имена: Рене Моерланд (издател и бивш главен редактор на холандския вестник NRC), Клер Бусагол (управляващ директор и бивш президент за Европа на APCO Worldwide и бивш главен изпълнителен директор на Politico Europe) и Емануел Наерт (директор абонаментни услуги).

## Профил
Euractiv отразява дейността на Европейския парламент и други институции на ЕС повече от двадесет години. Темите им варират от общи новини за европейската политика в Брюксел до задълбочени анализи в сфери като енергетика, околна среда, земеделие, хранителни стоки, транспорт и технологии.
Освен ежедневните новини, Euractiv подготвя и специални доклади по конкретни политически теми. През 2016 г. стартира водещият им бюлетин The Brief. Три години по-късно добавят още три, насочени към ЕС: The Capitals, Tech Brief и Transport Brief. Освен това Euractiv е специализирана в организирането на събития, които събират и разговарят с ключови заинтересовани страни. През 2018 г. организират повече от 70 събития, повечето от които спонсорирани, предимно под формата на семинари или дебати.

## Информационни бюлетини
Euractiv разпространява информационни бюлетини, наречени "Policy Briefs", в съответствие с обхвата на най-големите области на политиката на Европейския съюз, напр. селско стопанство, технологии, енергетика.
The Capitals е ежедневният им бюлетин, който събира политически новини от цяла Европа, свързани със случващото се в ЕС.

## Влияние
Според проучване на Savanta за BCW Брюксел от 2023 г., Euractiv заема пето място като най-влиятелен източник за ЕС. Това е първият път, когато влизат в топ 10, като изпреварват Bloomberg, EUObserver и Euronews.
През 2022 г. друго проучване, проведено от Съвета на ЕС, ги нарежда на второ място сред най-влиятелните медии сред членовете на Европейския парламент.
Репортажите на Euractiv редовно се цитират от международни вестници като The New York Times, Financial Times, CNN, Deutsche Welle, Le Figaro, Le Point и Il Post.